# 고려-거란 전쟁
고려-거란 전쟁은 993년, 1010년, 1018년(또는 1019년)에 고려와 거란의 요나라 사이에 벌어진 전쟁이다. 지리적으로 인접해 있던 고려와 요나라는 정치·경제·문화 등 여러 분야에서 교류가 빈번하게 행해졌다. 특히, 거란과 고려의 3차에 걸친 전쟁은 한국 역사에 큰 충격과 영향을 끼친 사건이다. 993년(성종 12년) 10월 소손녕의 침입, 1010년(현종 1년) 11월 강조(康兆)가 목종을 시해한 죄를 묻는다는 구실로 요 성종의 직접 침입, 1018년 12월 소배압의 침입의 세 번의 큰 전쟁과 1015년 소적렬의 흥화진 내침 까지를 통틀어 말한다.

## 배경
궁예가 901년 후고구려를 건국할때 지금의 몽골과 만주지방에는 거란족과 여진족이 유목생활을 하고 있었다. 이 중 거란족은 야율아보기(耶律阿保機)가 907년 통일한 뒤, 916년 요나라(遼)를 건국하였다. 922년(태조 5년) 야율아보기는 고려에 낙타와 말을 보내기도 하였다. 발해 13대 왕이 있을때부터 발해인이 고려로 귀순하기 시작했으며 926년 거란이 발해를 멸망시키자 대광현은 발해 유민과 고려에 귀순했다. 한편 거란에 대해서 ‘금수지국(禽獸之國)’이라 부르고 적대적 태도를 보이며, 북진 정책을 실행하였다. 942년 요 태종이 낙타 50필을 보내자 고려 태조는 사신 30인은 섬으로 유배를 보내고 낙타는 만부교(萬夫橋)에서 굶겨 죽여버렸다.
이는 북진정책의 일환으로 취해졌고, 그 뒤에도 계승되어 고려 정종 때에는 광군(光軍) 30만명을 양성하였고, 광종 때에는 서북쪽에 맹산·숙천·박천·문산 등 청천강 유역과, 동북쪽으로는 영흥·고원 등에 성을 쌓거나 군사시설을 갖추고, 또 광군을 광군사(光軍司)로 개편하는 등 거란의 침입에 대비하였다. 고려는 송나라가 건국한 이후, 송과 화친정책을 실시하였다.
한편 979년에 통일을 이룩한 송나라가 985년(성종 4년)에는 고려에 한국화(韓國華)를 보내어 거란 협공을 제의하였다. 또한 송나라는 압록강 중류에 세워진 발해유민의 독립국가 정안국(定安國)과 해상을 통해 내왕하며 거란을 협공할 움직임을 보였기 때문에 요는 국제적으로 고립되었다. 따라서 거란으로서는 고려의 움직임에 커다란 관심을 보이게 되었다.
요 태종이 오대의 첫 번째인 후량과 후당의 싸움에 끼어들어 연운십육주를 얻는 등 성과를 올렸으나 끝내 중국 남침에 실패하고 급사한 뒤, 수구파와 진보파의 대립과 정치싸움으로 고려와 겨룰 여유가 없었으나, 982년 이후 정국이 안정되었다. 요 성종(聖宗)은 986년 정안국을 멸망시킨 다음 991년 위구(威寇), 진화(振化), 내원(來遠) 등의 압록강 유역에 성을 쌓고 고려 침공을 준비하였다.

## 전쟁 결과
1019년 전쟁은 끝이 났으며, 이후 양국 사이에 사신이 왕래하면서 국교가 회복되었다. 고려는 요나라의 제안을 받아들여 송나라의 연호를 정지하고 요의 연호를 사용하는 대신, 요나라가 요구한 국왕의 친조와 강동 6주를 반환하지 않게 되었다.
요나라는 고려 침략에 실패하여 요동에서의 지배권이 흔들리기 시작했고, 고려가 있는 한 송나라를 쳐들어갈 수 없게 되었다. 그리하여 고려-송나라-요나라 3국의 대등한 세력 균형이 형성되었다. 한편 고려도 서북지역에 커다란 피해를 입었으며, 북진정책을 계속 추진하기도 힘들어졌다. 아울러 고려에서는 요나라와 여진족을 막기 위해 흥화진 북쪽의 압록강 어귀에서부터 동해안의 도련포에 이르는 천리장성과 개경 수비를 위해 나성을 쌓았다.
한편, 민간에서는 요나라가 멸망한 1125년까지 양국 사이에 사행무역(使行貿易)이나 밀무역(密貿易) 등이 성행했으며, 거란의 대장경이 들어와 의천의 속장경(續藏經) 간행에 영향을 주거나 원효의 《기신론소》(起信論疏)이 거란에 전해져 반포되기도 하였다.

## 같이 보기
- 강민첨
- 강조
- 서희
- 하공진
- 강동 6주
- 귀주 대첩